# Green River (Kentucky)
 For alternative betydninger, se Green River. (Se også artikler, som begynder med Green River)
Green River (Kentucky) er en biflod til Ohio River og ligger i Kentucky i USA. Den har en længde på 618 km og afvander 25.400 km² i det vestlige Kentucky sammen med sine bifloder. Green River begynder midt i delstaten og løber vestover gennem bl.a Mammoth Cave National Park (midtvejs). Ved en biflod til Green nord for nationalparken ligger også Abraham Lincoln National Historic Park. Floden  munder ud i Ohio River lige ovenfor Evansville i Indiana. Green River er reguleret, og kun sejlbar op til nationalparken. Store, regulerede bifloder  er Rough River (219 km), Nolin River (169 km) og Barren River (350 km).